# Тайное Пламя
Та́йное Пла́мя (англ. Secret Fire) или Та́йный Ого́нь (англ. Flame Imperishable) — в легендариуме Дж. Р. Р. Толкина внесённый Эру Илуватаром в мир несущий жизнь огонь.
И Илуватар дал их иллюзии Бытие, и поместил этот Мир среди Пустоты, и зажег в сердце Мира Тайный Огонь. И Мир был назван Эа.
В главе V второй книги «Братства Кольца» Гэндальф, обращаясь к Балрогу, называет себя служителем Тайного Огня, чем подразумевает, что является служителем Илуватара.
— Я служитель Тайного Пламени, — произнёс Гэндальф. Орки остановились, настала мёртвая тишина, — и владею пламенем Анора. Тёмный огонь не поможет тебе, пламя Удуна.
Тайный огонь является частью всякой души (фэа) в Эа; это дар, дающий свободу воли. Именно поэтому вала Аулэ потребовалось вмешательство Илуватара, чтобы наделить свободной волей созданных им Гномов. Этот огонь искал Мелькор.